# Prolagus sardus
Prolagus sardus is een uitgestorven zoogdier uit de familie van de Prolagidae. De wetenschappelijke naam van de soort werd voor het eerst geldig gepubliceerd door Wagner in 1832.

## Voorkomen
De soort kwam voor op Corsica en Sardinië.